# Delosia sabaragamua
Delosia sabaragamua är en kackerlacksart som beskrevs av Roth, L. M. 1997. Delosia sabaragamua ingår i släktet Delosia och familjen småkackerlackor.
Artens utbredningsområde är Sri Lanka. Inga underarter finns listade i Catalogue of Life.